# عرضه عمومی جایگزین
عرضهٔ عمومی جایگزین (انگلیسی: Alternative Public Offering) ترکیبی است از ادغام معکوس و عرضهٔ خصوصی در بورس که هم‌زمان باهم انجام می‌شوند. شرکت‌ها می‌توانند عرضهٔ عمومی جایگزین را به جای عرضهٔ عمومی اولیه در جهت عرضهٔ عمومی برای افزایش سرمایه استفاده کنند.

## بررسی اجمالی
عرضهٔ عمومی جایگزین از دو بخش تشکیل شده‌است: یکی ادغام معکوس و دیگری عرضهٔ خصوصی در بورس
در ادغام معکوس، شرکت سهامی خاص به وسیله ادغام یا اکتساب توسط یک شرکت کاغذی سهامی عام به یک شرکت سهامی عام تبدیل می‌شود. شرکت کاغذی یک شرکت سهامی عام است که هیچ دارایی و بدهی ندارد. وقتی شرکت سهامی خاص و شرکت کاغذی با هم ادغام می‌شوند، سهام شرکت تازه تشکیل شده از این به بعد تحت نام شرکت سهامی خاص به کار خودش ادامه می‌دهد. آنچه می‌تواند بین عرضهٔ عمومی جایگزین و ادغام معکوس تفاوت ایجاد کند، افزایش هم‌زمان سرمایه از طریق عرضهٔ خصوصی در بورس است. هنگامی که شرکت سهامش را در بورس عرضهٔ خصوصی می‌کند، سهام خود را با قیمتی کمتر از ارزش بازار به سرمایه‌گذاران نهادی می‌فروشد و معمولاً سرمایه‌گذار انتظار دارد که این سهام جز سهام‌های محدود نباشد.
نوعی از سرمایه‌گذارهای عرضهٔ خصوصی در بورس، سرمایه‌گذارهای نهادی مانند صندوق‌های پوشش ریسک یا صندوق‌های مشترک سرمایه‌گذاری هستند. عرضهٔ خصوصی در بورس معمولاً به وسیله شرکت‌های تأمین سرمایه که نقش واسط را در معاملات دارند، کامل می‌شود.

## فرایند
عرضهٔ عمومی جایگزین، معامله سریعتری در مقایسه با عرضهٔ عمومی اولیه است. در انتهای عرضهٔ عمومی جایگزین، شرکت سهامی خاص وشرکت کاغذی سهامی عام سند ادغام را برای کامل کردن ادغام معکوس امضاء می‌کنند؛ 8k(فرم گسترده‌ای است که سهامداران را از هر رویداد مرتبط با مواد اولیه مطلع می‌کند) را برای کمیسیون بورس واوراق بهادار می‌فرستند تا برای افشای عمومی معاملات مورد استفاده قرار گیرد؛ صورتهای ثبت شده را برای ثبت سهام، در کمیسیون بورس و اوراق بهادار بایگانی می‌کنند؛ صندوق‌های عرضهٔ خصوصی در بورس را از طریق ایجاد حساب افزایش می‌دهند و درآخر نیزیک بیانیهٔ مطبوعاتی آزاد برای کامل کردن معامله صادر می‌کنند. حالا سهام شرکت در OTCBB مورد معامله قرار می‌گیرد و ارزش‌گذاری جدید روی سهام انجام می‌شود.
یک شرکت می‌تواند عرضهٔ عمومی جایگزین را در کمتر از ۳۰–۴۰ روز به اتمام برساند. شرکت، تأمین مالی خود را پس از اتمام عرضهٔ عمومی جایگزین انجام داده است و از این پس مانند عرضه عمومی اولیه همه الزامات افشا اطلاعات کمیسیون بورس و اوراق بهاداررا شامل می‌شود. تقریباً سه تا چهار ماه بعد از تکمیل عرضهٔ عمومی جایگزین، صورت ثبت شده شرکت باید اطلاعات شرکت را آشکار کند و درکمیسیون بورس و اوراق بهادارتاثیر خود را بگذارد. وقتی این کار اجرایی شود، شرکت می‌تواند درخواست خود را برای گرفتن مجوز داد و ستد در بازار NAZDAQ، AMEX ،NYSE ارسال کند. تأیید این درخواست به‌طور معمول حدود یک ماه طول می‌کشد. در این مرحله تحلیلگران شروع به تحلیل می‌کنند و شرکت روی روابط مؤثر سرمایه‌گذاران، نظر سنجی غیرقابل معامله، همایش و غیره تمرکز می‌کند.
درپایان یک عرضهٔ عمومی جایگزین موفق، شرکت از طریق عرضهٔ سهام به سرمایه‌گذاران نهادی تأمین مالی کرده و از طریق یک شرکت تأمین سرمایه به سهامداران خود تضمین داده است و در بورس تحت دیده بانی تحلیلگران قرار می‌گیرد. حالا یک ارزش بازار صحیح برای شرکت وجود دارد و شرکت قرار است که افزایش سرمایه خود را با عرضهٔ خصوصی در بورس انجام دهد.

## مزیت
شرکت‌ها به دلایل مختلفی می‌خواهند ازعرضهٔ عمومی جایگزین برای عرضهٔ سهام خود استفاده کنند. شرکت‌های کاغذی قبل از انجام عرضه، سهامدارانی داشتند که بعد ازاجرایی شدن عرضهٔ عمومی جایگزین، این سهام داران با مقررات شرکت‌های سهامی خاص قبلی - که به‌طور معمول برای NAZDAQ، سیصد تا و برایAMEX، چهارصد تا می‌باشد - روبرو می‌شوند. یک شرکتی که عرضهٔ عمومی اولیه انجام می‌دهد باید به سهام داران زیادی سهام خود را بفروشد تا بتواند هزینه‌های زیاد مرتبط با این عرضه، مثل بازاریابی گسترده و فرایند نظر سنجی راجبران کند. برخلاف عرضهٔ عمومی اولیه، در عرضهٔ عمومی جایگزین الزامی برای افشای عمومی اطلاعات تا بسته شدن مبادلات وجود ندارد. متقاضیان، عرضه کنندگان، کارمندان و مطبوعات تا بسته شدن از همه چیز بی‌اطلاع هستند؛ بنابراین شرکت‌های سهامی خاص می‌توانند ازعرضهٔ عمومی جایگزین به جای عرضهٔ عمومی اولیه استفاده کنند تا بدون آنکه نیاز به تضمین باشد پاسخ و ارزیابی سرمایه‌گذارها را نسبت به سهام شرکت خود بدانند. در عرضهٔ عمومی اولیه، شرکت عموماً باید اهداف و پرونده‌های خود را در شروع فرایند به کمیسیون بورس اوراق بهادار اعلام کند و همچنین فقط بعد از آشکار شدن نظرات کمیسیون بورس اوراق بهادار و بعد از انجام نظرسنجی راجع به عرضهٔ عمومی است که شرکت می‌تواند از پاسخ و ارزشیابی سرمایه‌گذاران در مورد سهام شرکت اطلاع پیدا کند.
مدل عرضهٔ عمومی جایگزین، مقدار زیادی از موفقیتش را مدیون شرکت‌های تأمین سرمایه است که نقش دروازه بان را بازی می‌کند وهرگز ازادغام معکوس جدا نبوده‌است. هر کسی می‌تواند به سادگی در یک ادغام معکوس سنتی شل بخرد و سهامی عام شود خواه عملکرد مالی لازم برای سهامی عام شدن را داشته باشد خواه نداشته باشد. درعرضهٔ عمومی جایگزین، شرکت‌های تأمین سرمایه برای شرکتهایی که باور دارند در بازار موفق نخواهند بود افزایش سرمایه انجام نمی‌دهند. چیزی که اینجا به ذهن می‌رسد این است که چرا عرضهٔ عمومی جایگزین میزان موفقیت بالایی دارد. شرکت‌های تأمین سرمایه همچنین بعد از پایان معاملات شروع به مطالعه، معامله و نقدشوندگی سهام شرکت می‌کنند. شرکت‌های تأمین سرمایه، در جهت افزایش سرمایه با دریافت حق‌الزحمه‌ای برابر با حق الزحمهٔ عرضهٔ عمومی اولیه، در دورهٔ زمانی فشرده تر وبا تعداد سرمایه‌گذار کمتر روند عرضهٔ عمومی جایگزین را جذاب تر می‌کنند. سرمایه‌گذارهای عرضهٔ خصوصی در بورس به عرضهٔ عمومی جایگزین توجه می‌کنند به خاطر اینکه آن‌ها سهام شرکت را در یک مذاکرهٔ از پیش تعیین شده به قیمتی کمتر از قیمت بازار می‌خرند. علاوه بر این، با وجود اینکه شرکت در حال حاضرادغام معکوس خود را کامل کرده و عمومی شده‌است، در صورتی که کسی مایل به خروج باشد می‌تواند از طریق یک خروج ضمانت شده که صف مقابل تعریف شده‌است، از شرکت خارج شود. بعد از اینکه شرکت عرضهٔ عمومی جایگزین خود را کامل کرد، سرمایه‌گذاران بالقوه تمایل دارند تا در افزایش سرمایه مجدد شرکت سرمایه‌گذاری کنند چون شرکت‌های عمومی شفافیت اطلاعاتی دارند به این خاطر که این شرکت‌ها مجبور هستند از روزاول صورت‌های مالی حسابرسی شده را برای کمیسیون بورس اوراق بهادار بفرستند. بسیاری از صندوق‌های پوشش ریسک درجه اول، سرمایه‌گذارهای فعال درعرضهٔ عمومی جایگزین هستند وشرکت‌های تأمین سرمایهٔ زیادی این روند را حمایت می‌کنند. بانک‌های درجه ۲–۳ زیادی نیز در تجارت عرضهٔ عمومی جایگزین فعال هستند.

## معایب
سرمایه‌گذاران وقتی که در حال خرید اوراق بهادار محدود هستند، انتظار تخفیف در سهام را دارند، بنابراین در چنین حالتی هزینهٔ سرمایه برای شرکت بیشتر می‌شود. بعد از عرضهٔ عمومی جایگزین به‌طور معمول پیشرفت سهام، شش تا دوازده ماه طول می‌کشد بنابراین بلافاصله بعد از بسته شدن، نقدشوندگی سهام در حداقل خودش قرار دارد.